# Усадище (Лузький район)
Усадище (рос. Усадище) — присілок у Лузькому районі Ленінградської області Російської Федерації.
Населення становить 23 особи. Належить до муніципального утворення Волошовське сільське поселення.

## Історія
Згідно із законом від 28 вересня 2004 року № 65-оз належить до муніципального утворення Волошовське сільське поселення.

## Населення
| 1838 | 1862 | 1958 | 1997 | 2007 | 2010 |
| ---- | ---- | ---- | ---- | ---- | ---- |
| 82   | ↗127 | ↘118 | ↘19  | ↗29  | ↘23  |